# Кен (коммуна)
Кен (фр. и окс. Quins) — коммуна во Франции, находится в регионе Окситания. Департамент — Аверон. Входит в состав кантона Носель. Округ коммуны — Родез.
Код INSEE коммуны — 12194.
Коммуна расположена приблизительно в 520 км к югу от Парижа, в 105 км северо-восточнее Тулузы, в 21 км к юго-западу от Родеза.

## Население
Население коммуны на 2008 год составляло 798 человек.
| 1962 | 1968 | 1975 | 1982 | 1990 | 1999 | 2008 |
| ---- | ---- | ---- | ---- | ---- | ---- | ---- |
| 942  | 1053 | 886  | 715  | 717  | 648  | 798  |

## Экономика
В 2007 году среди 450 человек в трудоспособном возрасте (15—64 лет) 356 были экономически активными, 94 — неактивными (показатель активности — 79,1 %, в 1999 году было 67,6 %). Из 356 активных работали 349 человек (195 мужчин и 154 женщины), безработных было 7 (3 мужчин и 4 женщины). Среди 94 неактивных 34 человека были учениками или студентами, 37 — пенсионерами, 23 были неактивными по другим причинам.

## Достопримечательности
- Часовня Сен-Клер (XV—XVI века). Памятник истории с 1999 года[3]

## Фотогалерея

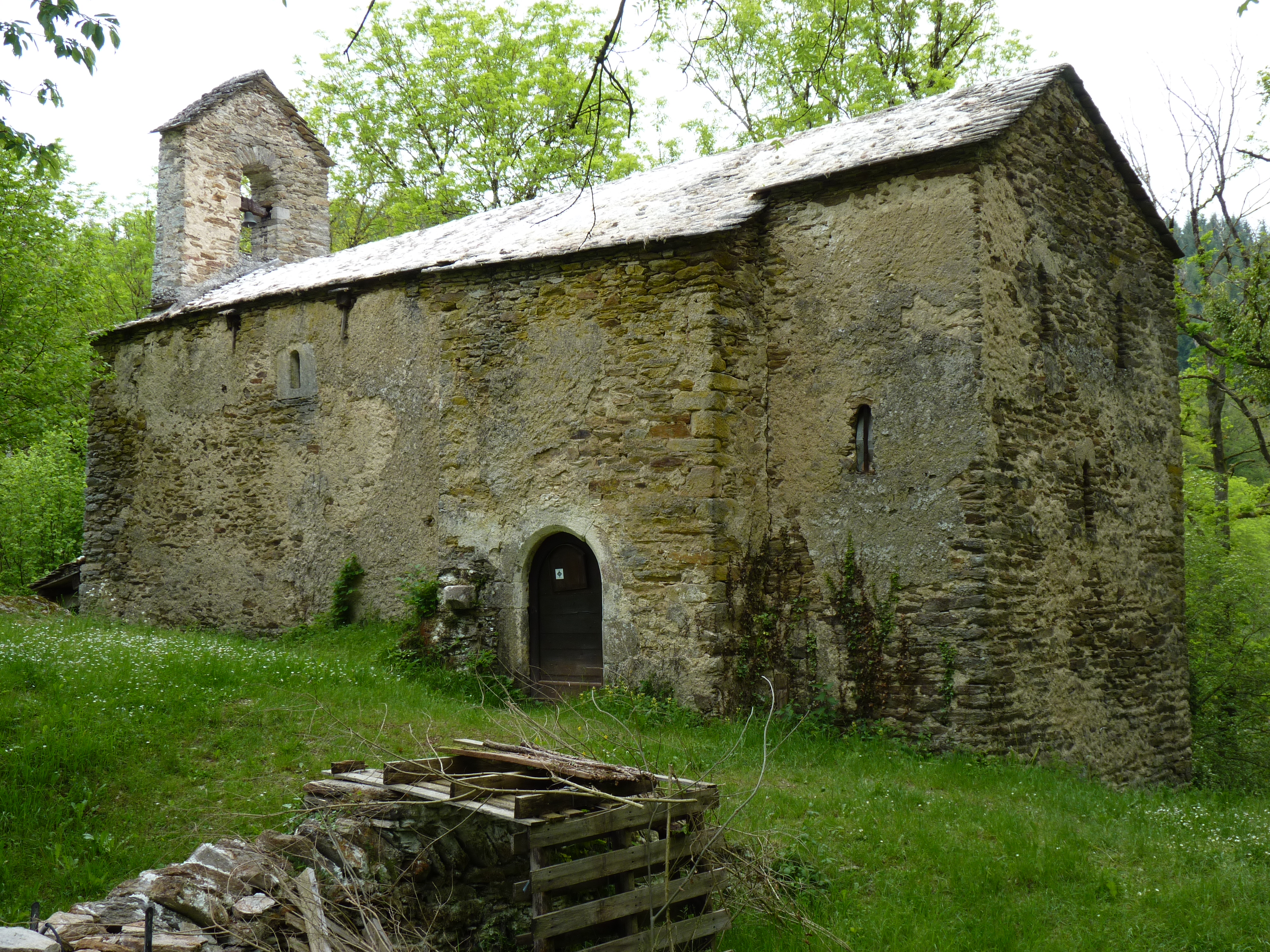
Часовня Сен-Клер
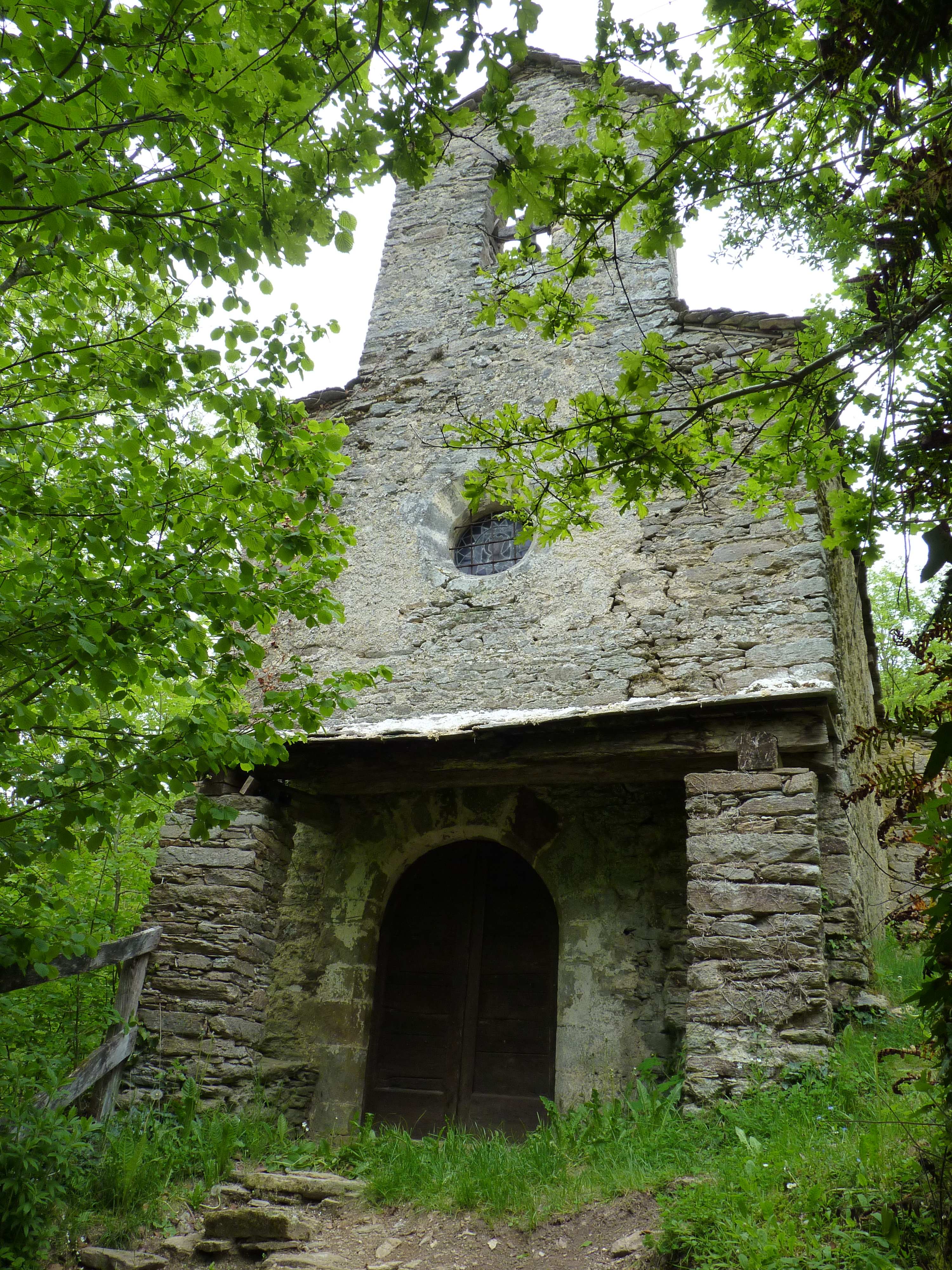
Часовня Сен-Клер
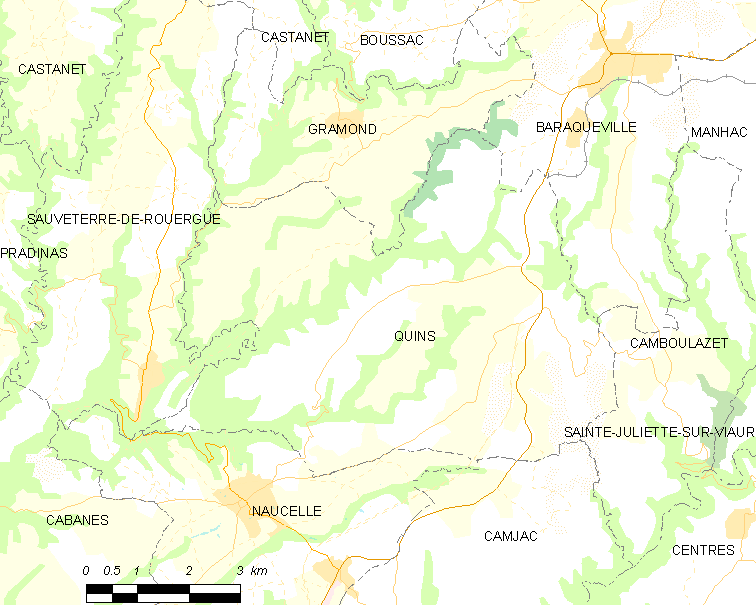
Карта коммуны